# Tutanota
Tutanota é um Software de correio eletrônico encriptado e um serviço seguro e gratuito de correio eletrônico baseado nesse logiciário. Desenvolvido e fornecido pela empresa alemã Tutanota GmbH desde 2011, permite encriptar todas as mensagens, contatos e anexos das mensagens de correio eletrônico de ponta a ponta. Está hospedado e protegido pelas leis de sigilo e privacidade da Alemanha.
O nome "Tutanota" é formado por duas palavras em latim, tuta e nota, que significam "mensagem segura". "Na Alemanha as pessoas valorizam a privacidade porque foi um direito conquistado na Democracia, com o fim da Gestapo e Stasi."
Foi desenvolvido em código aberto para que qualquer pessoa possa checar sua segurança em: https://github.com/tutao/tutanota
Atualmente o Tutanota suporta os seguintes navegadores de rede:
- Mozilla Firefox (desktop)
- Opera (desktop, Android)
- Google Chrome (desktop, Android)
- Safari a partir da versão 6.1 (desktop, iOS)
- Internet Explorer a partir da versão 10 (desktop)
- BlackBerry 10
- TOR Browser